# 니시미요시역
니시미요시역(일본어: 西三次駅)은 일본 히로시마현 미요시시에 위치한 서일본 여객철도 게이비 선의 철도역이다. 섬식 승강장 1면 2선의 구조를 갖춘 지상역이다.

## 타는 곳
| 역사 측 | ■ 게이비 선 | 하행 | 시와구치 · 히로시마 방면 |
| 반대 측 | ■ 게이비 선 | 상행 | 미요시 · 빈고쇼바라 방면 |

## 역 주변
- 국도 제54호선 · 국도 제183호선
- 일본 국토교통성 미요시 하천 국도사무소

## 역사
- 1915년 6월 1일 : 게이비 철도가 시와치 역부터 연장했던 때의 종착역인 미요시역으로서 후타미 군 하라 촌에 개업.
- 1922년 6월 7일 : 게이비 철도가 이 역부터 시오마치 역(현 · 가미스기역)까지 연장, 도중역이 된다.
- 1937년 7월 1일 : 게이비 철도 매수에 의해 국유화. 일본국유철도 게이비 선의 역이 된다.
- 1954년 11월 10일 : 니시미요시역으로 개칭.
- 1983년 3월 8일 : 무인역화.
- 1987년 4월 1일 : 일본국유철도 분할 민영화에 의해, 서일본 여객철도가 승계.

## 인접 역
| 서일본 여객철도 게이비 선 | 서일본 여객철도 게이비 선 | 서일본 여객철도 게이비 선 |
| ------------------------- | ------------------------- | ------------------------- |
| 미요시 니미 방면          | ■ 게이비 선               | 시와치 히로시마 방면      |